# بييار أندريه لاتريل
بييار أندريه لاتريل أو بييار أندريه لاتراي (1762-1833) (بالفرنسية: Pierre André Latreille)‏ هو عالم حيوان فرنسي تخصص في المفصليات. بعد أن تدرب أن يكون قساً كاثوليكياً قبل الثورة الفرنسية واعتقلتهُ السلطات الفرنسية بعد اندلاع الثورة خلال شهر تشرين الثاني/نوفمبر 1793، ووجهت إليهِ تهمة التآمر على الدولة والدستور، ولم يستعد حريته إلا بعد اكتشافه لنوع نادر من الخنافس (Necrobia ruficollis) والتي وجدها في السجن وهي خنفساء اللحوم حمراء الرقبة، فساعد ذلك الاكتشاف في خلاصهِ من السجن وحكم الإعدام.
نشر أول عمل مهم لهُ في عام 1796 وهو موجز في الخصائص النوْعِيّة للحشرات (Précis des caractères génériques des insectes)، وعمل في نهاية المطاف في المتحف الوطني للتاريخ الطبيعي.
عمله الألْمعِيّ في نظاميات وتصنيف المفصليات أكسبه الاحترام والجوائز، بما في ذلك أن يطلب منه جورج كوفييه أن يكتب الجزء الخاص عن المفصليات في عمله الضخم مملكة الحيوان Le Règne Animal,، وهو الجزء الوحيد الذي لم يكتبه كوفييه بنفسه.
اعتبر لاتريل أهم عالم حشرات في وقته، وقد وصفهُ أحد تلاميذه بأنه «أمير علماء الحشرات».
انضم عام 1814 لأكاديمية العلوم الفرنسية وحصل بعد سبع سنوات على وسام جوقة الشرف لإسهامه في تقدم العلم.

## إحياء ذكراه
جمعية علم الحشرات الفرنسية جمعت المال لدفع ثمن نصب تذكاري للاتريل. وقد شيد هذا على قبر لاتريل في
مقبرة بير لاشيز ويتألف من مسلة (2.7 متر) ذات نقوش مختلفة بما في ذلك واحدة تشير إلى الخنفساء التي أنقذت حياة لاتريل : "Necrobia ruficollis Latreillii salvator". كما خصصت العديد من الكتب له كشهادة على الاحترام الكبير، واطلق اسمه على 163 نوعاً تكريماً له بين 1798 و 1850. ما يلي بعضاً من الأصنوفات التي سميت تخليداً لذكرى لاتريل :

## وصلات خارجية
- بييار أندريه لاتريل على موقع الموسوعة البريطانية (الإنجليزية)